# Piotr Gaston Orleański-Bragança
Piotr Gaston Orleański-Bragança, właśc. Pedro de Alcántara Gastão João Maria Filipe Lourenço Humberto Miguel Gabriel Rafael Gonzaga de Orléans e Bragança (ur. 19 lutego 1913 w Eu, zm. 27 grudnia 2007 w Villamanrique de la Condesa) – tytularny, trzeci książę de Orleans e Braganza. Głowa brazylijskiej rodziny cesarskiej z tzw. linii Petrópolis.

## Życiorys
Piotr Gaston był najstarszym synem księcia Piotra de Alcântara Brazylijskiego i hrabianki Elżbiety Dobrzensky de Dobrzenicz. Większą część dzieciństwa spędził w Europie w domu swojej rodziny w Paryżu – w dzielnicy Boulogne sur Seine. Jego ojciec, aby móc poślubić swoją ukochaną, musiał zrzec się praw do tronu Brazylii. Piotr Gaston ogłosił się głową rodziny cesarskiej, mimo że ta miała już pretendenta do tronu i tytularnego cesarza – brata stryjecznego Piotra Gastona – Piotra III.
W 1945 Piotr Gaston zrzekł się tytułu „księcia Bragança” na rzecz swojej siostry – Marii Franciszki Orleańskiej-Bragança i jej potomstwa.

### Małżeństwo i potomstwo
18 grudnia 1944 w Sewilli Piotr Gaston poślubił infantkę Marię de la Esperanza Burbon (1914–2005), księżniczkę Obojga Sycylii, córkę Karola Tankreda Sycylijskiego i jego drugiej żony – Ludwiki Orleańskiej. Para miała sześcioro dzieci:
- księcia Pedro Carlosa de Orleans e Bragança (ur. 31 października 1945), męża Rony Kuhn da Suza, potem Patricii Alexandry Brascombe,
- księżniczkę Marię da Gloria de Orleans e Bragança (ur. 13 grudnia 1946), żonę Aleksandra Karadziordziewića – pretendenta do tronu Serbii, potem Ignacia de Medina y Fernandez de Cordoba – księcia Segorbe
- księcia Afonsa Duarte de Orleans e Bragança (ur. 25 kwietnia 1948), męża Marii Parejo, potem Sylvie Amélie de Hungria Machado
- księcia Manuela Álvaro de Orleans e Bragança (ur. 17 czerwca 1949), męża Marguerite Haffner
- księżniczkę Cristinę Marię de Orleans e Bragança (ur. 16 października 1950), żonę Jana Pawła Sapiehy-Różańskiego, potem Joségo Carlosa Calmon de Brito
- księcia Francisca Humberta de Orleans e Bragança (ur. 9 grudnia 1956), męża Christiny Schmidt, potem Rity de Cássia Pires

## Odznaczenia i wyróżnienia
- Order Piotra I (order domowy)[1]
- Order Róży (order domowy)[1]
- Order Chrystusa (order domowy)[1]
- Święty Konstantyński Order Wojskowy Świętego Jerzego